# Пермські башкири
Пермські башкири — етнічна група башкирів, що проживає на території Пермського краю. Є одним з автохтонних народів регіону.
Мова представників даної етнічної групи відноситься до гайнинського говору північно-західного діалекту башкирської мови.

## Історія
За наявними даними антропології можна зробити висновок, що самодійські племена відігравали велику роль у формуванні фізичного типу гайнинських башкирів. Топоніміка Тулвинського надріччя має паралелі з північно-заходом Башкортостану. У IV—V ст. харинськими племенами тут був закладений угро-самодійський субстрат, потім посилений за рахунок кушнаренковців і чиїлікців. Даний процес простежується в гідронімах регіону. Наприклад, самодійське слово «бу» («вода») і назва річки Буй, а також гідроніми збереглися в документах XVIII—XIX ст. — Елан-буй, Урман-буй, Лангі-буй, Риж-буй та інші.
За припущенням деяких учених, тюркські племена проникли в ці краї не раніше IX століття. Сусідами гайнинців були башкирські племена Уран і Танип.
В епоху існування Золотої Орди землі всього Прикам'я входили до складу улусу Джучі. З XV століття — частина земель Прикам'я, в тому числі і частина володінь гайнинців на правобережжі Ками і вузька смуга по її лівобережжю, були включені до складу Арської дороги Казанського ханства. У той же час частина земель башкирських родів перебували у складі Ногайської Орди.
В 1557 році північні башкири направили своє представництво на чолі з Айсуак-биєм в Казань і попросили російського підданства. Царською адміністрацією вручені башкирам жалувані грамоти на вотчинне володіння землею, при цьому нові піддані обкладені ясаком.
У 1596 році гайнинці знову звернулися до іншого російського царя — Федора Івановича — з проханням підтвердити стару грамоту, що й було ним зроблено. У 1597 році Строганові отримали від царського уряду приуральські землі, включаючи і башкирські, по річці Камі до гирла Ошапа. Цим покладено початок їх спору з гайнинцями, останні з яких нерідко відстоювали свої вотчини від посягань з боку російських і брали участь майже у всіх башкирських повстаннях XVII—XVIII ст. В 1616 році башкири-повстанці обложили м. Осу, а на допомогу жителям міста прийшли Строганові. У Башкирського повстання в 1662—1664 рр., повстанці знищили г. Кунгур і навколишні російські селища, але в січні 1664 р. царські війська змогли розгромити осинських башкирів.
Вотчина башкирів Гайнинської волості Осинського і Пермського повітів займала величезну територію, яка внаслідок захоплень скарбницею, Строгановими, заводами, продажу та оренди поступово скорочувалася. Після придушення повстань силою або поступками царська адміністрація продовжувала свою колонізаторську політику в регіоні. А у 1672 році Теребірде Алієв — представник гайнинських башкирів, домігся підтвердження жалуваної грамоти і вотчинних прав на землю у царя Олексія Михайловича.
Згідно з дозорними книгами 1630—1631 років, в Тулвинському поріччі існували башкирські села Барда, Єлпачиха, Червоний Яр, а за даними кунгурського бургомістра Юхнева, в 1725—1726 роках в Гайнинській волості налічувалося 600 дворів.
Під час повстання в 1681—1684 рр., башкири обложили г. Кунгур і Кішерский острожек Строганових. Башкири Осинської дороги зазнали агресії з боку калмиків, які брали участь у придушенні повстання. У повстаннях в 1735—1740 рр. башкири спалили село Крилово, яке належало Строгановим. Повстанцями Осинської дороги керували Адзимас Абдалов і Аракгул Чурюсин. Вони звернулися за допомогою до айських башкирів і разом з ними, в числі 1300 осіб, розорили російські селища під Осою і Кунгуром.
Під час чергового Башкирського повстання в 1755—1756 рр., рух гайнинців попереджено в самому початку — на «бунтівників» напав загін Туктамиша Іжбулатова. В результаті ватажки повстанців схоплені і видані владі.
Північні башкири взяли участь у Селянській війні 1773—1775 років, завдяки цьому взято повстанцями Оса і розорений Шермеїтський завод. Загалом у повстанні взяло участь більше 1 тисячі гайнинських башкирів, деякі з них (Батиркай Іткінін, Карабай Ашменев, Абдей Абдуллов, Туктамиш Іжбулатов, Джіян Коштіянов, Муксін Медіяров, Адигут Тимясев, Конапай Юнін і Манглет Аїтов та ін) отримали від О. І. Пугачова звання полковника.
З кінця XVII століття територія гайнинців увійшла до складу Уфимського повіту, що охопила весь Історичний Башкортостан, з 1708 року — Уфимської провінції, з 1744 року — Оренбурзької губернії, а з 1781 року входить до складу Пермської губернії.
10 (21) квітня 1798 року уряд створив Башкиро-мещеряцьке військо і кантонну систему управління. На території Прикам'я утворений 1-й кантон Башкирського війська, центром якої стало село Єлпачиха. У 1855—1863 рр. ці землі перебували у складі 12-го кантону, а в 1863—1865 рр. — 5-го башкирського кантону.
У радянський період історії в 20-і—30-і рр. ХХ століття в рамках Уральської області здійснено офіційне «переведення» башкир в татари, яке відносилося не тільки до мешканців як етнічно змішаних, так і жителів однорідно башкирських селищ.

## Господарство
Основним видом господарства у північних башкирів було скотарство, крім цього вони займалися полюванням, рибальством, бортництвом, землеробством і торгівлею.
З виникненням на землі гірських мануфактур, башкири починали працювати на рудних родовищах і металургійних заводах. Всього в 1773 році в Гайнинській волості зареєстровано 360 башкир-рудопромисловців, серед них найбільш відомими є Туктамиш Іжбулатов, С. Тайбеков, В. Клянчев, В. Бактинов, Ісмагіл Тасимов. При цьому останній відомий також як ініціатор створення Гірничого училища в Санкт-Петербурзі, а Іжбулатов Туктамиш був першим депутатом Уложеної комісії від башкирів. При Юговских казенних заводах башкири володіли 234 копальнями із 310.

## Демографія
У 1739 році північні башкири проживали в 5 волостях, розташованих у басейні Тулви і по верхів'ях Буя:
- Гайнинська волость — тут башкири мали 214 дворів;
- Ірехтинська волость — 183 двори;
- Уранська волость — 572 двори;
- Уваниська волость — 106 дворів;
- Тазларська волость — 52 двори;

Разом — 1127 дворів на 4489 осіб чоловічої статі.
Згідно з П. І. Ричковим, у 1740 році в Гайнинській волості перебувало 562 двори, Ірехтинській — 148, Уранській — 218, разом по усіх трьох волостях — 928 дворів.
За даними ревізії 1745—1747 рр., на території сучасного Пермського краю чисельність башкирів досягла 11 200 осіб, а вже з V ревізії 1795 року — 26 000 чоловік. У 1869 році в Осинському повіті проживало 19 814, а у Пермському повіті — 2 169 башкирів.
За даними першого загального перепису населення Російської імперії 1897 року, на території сучасного Пермського краю башкири проживали: у Пермському повіті — 3 677 осіб, в Кунгурському повіті — 312 осіб, в Осинському повіті — 24 407 осіб, в Оханському повіті — 60 осіб, в Солікамському повіті — 348 осіб, в м. Чердинь — 2 особи; всього 28 806 башкирів. За даними того ж перепису, по Пермській губернії налічувалося всього 85 395 башкирів.
| Чисельність башкирів регіону за роками |        |        |        |        |        |
| 1959                                   | 1970   | 1979   | 1989   | 2002   | 2010   |
| 39 577                                 | 47 812 | 48 752 | 52 326 | 40 740 | 32 730 |

У 1989 році велика частина башкирів проживала в Бардимському районі — 24 952 осіб, де вони проживають в таких населених пунктах як Акбаш, Аклуші, Єлпачиха, Краснояр 1, Кузем'ярово, Султанай, Танbп, Усть-Тунтор, Тюндюк і т. д.
Далі за чисельністю башкирів слідували Перм — 11 200 осіб, Чернушинський район — 3 280 осіб, Куєдинський район — 1 954 осіб, Пермський район — 1 430 осіб, Осинський район — 1 363 особи. Також башкири проживають у всіх інших адміністративних районах Пермської області.

## Культурні і громадські організації
- Підрозділ Всесвітнього конгресу башкирів — регіональна громадська організація «Курултай башкирів Пермського краю» та його районні підрозділи.
- Регіональна національно-культурна Автономія татар і башкирів Пермського краю[17].
- Центр мови і культури башкирів Прикам'я (м. Чорнушка).
- Національно-культурний центр «Гайна иле» («Країна Гайна») с. Барда.